# Fallou Diagné
Fallou Diagné (Dakar, 14 de agosto de 1989) es un futbolista senegalés. Juega de defensa y su equipo es el Almè Calcio.

## Selección nacional
Ha sido internacional con la selección de fútbol de Senegal en tres ocasiones. 

## Clubes
| Club                   | País     | Año       |
| ---------------------- | -------- | --------- |
| F. C. Metz             | Francia  | 2008-2012 |
| S. C. Friburgo         | Alemania | 2012-2014 |
| Stade Rennais F. C.    | Francia  | 2014-2016 |
| Werder Bremen          | Alemania | 2016-2018 |
| F. C. Metz (cedido)    | Francia  | 2017-2018 |
| Konyaspor              | Turquía  | 2018-2020 |
| K. F. Vllaznia Shkodër | Albania  | 2021-2022 |
| Chennaiyin F. C.       | India    | 2022-2023 |
| Dhangadhi F. C.        | Nepal    | 2023-2024 |
| Brindisi F. C.         | Italia   | 2024-2025 |
| Almè Calcio            | Italia   | 2025-     |